# Uncle Sam (Diamant)

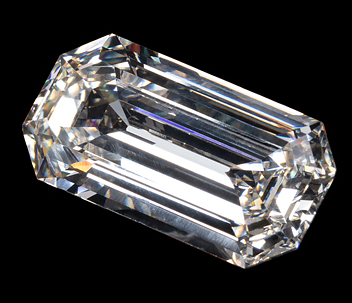
Bild des Diamanten Uncle Sam.

Uncle Sam ist der größte jemals in den Vereinigten Staaten gefundene Diamant.
Der Diamant wurde 1924 in Murfreesboro, Arkansas, bei der Prairie Creek Mine gefunden. Der Fundort ist heute Teil des Crater of Diamonds State Park. Benannt wurde der Diamant durch seinen Finder Wesley Oley Basham, einem Arbeiter des Unternehmens Arkansas Diamond Corporation. Der Rohdiamant wog ursprünglich 40,23 Karat (8,046 g). Zweimal wurde der Diamant durch das Unternehmen Schenk & Van Haelen in New York City geschliffen. Am Ende wog der Diamant als Schmuckstück 12,42 Karat (2,484 g).
Der Diamant gehörte den Peikin-Juwelieren an der Fifth Avenue in Manhattan und war zeitweilig an das American Museum of Natural History ausgeliehen. 1971 erwarb der Juwelenhändler Sidney de Young den Diamanten und veräußerte ihn wiederum an einen privaten anonymen Sammler für 150.000 US-Dollar. Er wurde später von Peter Buck erworben, der es im Juli 2022 dem Smithsonian Museum of Natural History vermachte. 